# Gennadi Belyi
Gennadi Vladimirovich Belyi (em ucraniano:  Генадій Володимирович Білий, em russo:  Геннадий Владимирович Белый; Magnitogorsk, 2 de fevereiro de 1951 — Vladimir, Rússia, 29 de janeiro de 2001) foi um matemático soviético, ucraniano e russo. É conhecido pelo teorema de Belyi sobre a representação de curvas algébricas como superfície de Riemann e pelas funções de Belyi que surgem no citado teorema.
Belyi nasceu em Magnitogorsk, Rússia, então parte da União Soviética. Sua família mudou-se de lá para a Ucrânia. Começou a estudar no Liceu Ucraniano de Física e Matemática e de lá foi para a Universidade Estatal de Moscou. Após completar os estudos em 1973 retornou para a Ucrânia, trabalhando em Kiev e depois Lviv. Tornou-se aluno de pós-graduação no Instituto de Matemática Steklov em Moscou em 1975, estudando sob a supervisão de Igor Shafarevich, obtendo um grau de candidato (ver Doktor nauk) em 1979. Obteve então uma posição na faculdade da Universidade Estatal de Vladimir, em Vladimir, Rússia, onde permaneceu o restante de sua carreira. Morreu em 29 de janeiro de 2001, em Vladimir.
Belyi ganhou um prêmio da Sociedade Matemática de Moscou em 1981, e foi um palestrante convidado no Congresso Internacional de Matemáticos em 1986.